# 地球防衛企業ダイ・ガード
『地球防衛企業ダイ・ガード』（ちきゅうぼうえいきぎょうダイ・ガード）は、1999年10月5日から2000年3月28日までテレビ東京系列局各局で放送されたロボットアニメ。全26話。月刊エースネクスト（角川書店）で放送前の1999年7月号（6月10日発売）から2000年10月号（9月9日発売）までキャラクター原案を担当した菅野博之によるコミカライズ版も連載された。

## 概要
ビクターエンタテインメントのアニメ製作所部門（現：フライングドッグ）が『エクセル・サーガ』『人形草紙あやつり左近』と共に製作（出資）した最初期の、かつ地上波全日帯では初のテレビアニメであり、XEBEC作品としてもデジタル彩色で制作された初の30分アニメである。
お台場に本社を構える株式会社21世紀警備保障が所有する「ダイ・ガード」を同社社員が操縦し、元所有者である国連安全保障軍（安保軍）キャリアとの対立や協力を経て、「サラリーマンがロボットで人類の平和を守る」ことが作品のテーマとなっている。会社生活や人物描写は同じ東京臨海副都心が舞台の「機動警察パトレイバー」や「踊る大捜査線」、制作スタッフが一部共通する「機動戦艦ナデシコ」「ジェネレイターガウル」など既存の作品から影響を受けていることがうかがえる。また、「―ナデシコ」「―ガウル」のキャストが複数登用されたり、志茂文彦ときむらひでふみのコンビが前クールの「宇宙海賊ミトの大冒険」に続いてシリーズ構成やSFコンセプトを担当した。
月刊エースネクストでのコミカライズ（菅野博之・田丸浩史 ）、放送終了後にサイドストーリーを描いたノベライズ（青木智彦作 角川スニーカー文庫全2巻））の刊行、セルビデオDVD全巻購入特典のドラマCD「21世紀警備保障会社案内」の贈呈など、中高生(T層)やアニメファンをターゲットとしたメディアミックスが本放送終了後の2001年2月までビクター(現:フライングドッグ)と角川書店によって展開された。
2006年7月よりバンダイチャンネルにてビデオ・オン・デマンド配信が開始され、2018年現在は同社のプラットフォームからdアニメストア・ビデオパス・U-NEXT・GYAO!・YouTubeなどで公式有料配信を実施している。

## あらすじ
2018年2月24日、犬吠埼沖に突如出現した謎の破壊物体「ヘテロダイン」。国連安全保障軍（安保軍）による掃討戦も意味を成さず、東京上陸を阻止すべくOE兵器による大規模な破壊攻撃によってヘテロダインは消滅した。安保軍は再来に備えて2023年にスーパーロボット「ダイ・ガード」を建造。しかしヘテロダインの再来はなく、「界震災害関連法」に基づき、株式会社21世紀警備保障に移管されるも、無用の長物と化し社のマスコットとして活用されていた。
2030年10月5日、東伊豆・熱海の海岸で21世紀警備保障のPRイベントの会場に「ヘテロダイン」が12年ぶりに出現。現場に居合わせた企画開発部広報2課社員の赤木・青山・桃井の3人は上司の制止を振り切り、ダイ・ガードでヘテロダインに立ち向かう。

## 登場人物

### パイロット
赤木 駿介（あかぎ しゅんすけ）
声 - 伊藤健太郎
本作の主人公。25歳。企画開発部広報2課に勤務するサラリーマンで、ダイ・ガードのパイロット（操縦担当）。住居は練馬にあり、本編ではゆりかもめで通勤している。
幼少時からロボットアニメ好きが嵩じて正義感が強く、ダイ・ガードのパイロットを夢見て国連安全保障軍極東司令部付属国際防衛大学を卒業。しかしダイ・ガードを手放した安保軍には入らず就職浪人となる。神村の紹介で21世紀警備保障広報2課への内定を得て2030年4月に入社。大学での成績はお世辞にも良かったとは言えないが、実技応用は大変優れて先生からは一目置かれていた。理詰めよりも直感と感情で行動するタイプで、作戦中は他のパイロットの意表を突くような行動や一見非効率そうな行動をあっさりと選択する。しかし、彼のそういった行動がチームの危機を幾度となく救うこととなる。また、その性格と行動力から2課の雰囲気を盛り上げている。決して「熱血馬鹿」ではなく、部署転属を告げられた際も一社会人として会社の事を考えた決断をすることも出来る。子供っぽいところもあり、対極的な立場にいる城田とは度々意見の対立を繰り返すが、その中で互いの信頼を深めていった。どれだけ強力なロボットでも一機では手が回りきらないことは承知している。コクボウガー2号機建造の話が出た際にも平和を守る戦力アップだと喜んでいた。デスクワークもアフター5が懸かっている時は猛烈にこなす。「アイデンティティー」の意味を問うなど、英語は苦手。キャラクター像は他作品の青島俊作に近似している。
次回予告での「サラリーマンだって、平和を守れるんだ!」という彼のセリフはこの作品のテーマとも言える。
趣味はジョギングとバン○イのプラモデル集め。8話でいぶきから「いい歳しておもちゃを買い集めているロボットオタク」と貶される。
風邪による高熱で昏睡状態(11話)に陥るなど無敵ではない描写も多い。コミカライズ版では禁酒を貫いているが、本編8話・17話・19話で大量に飲酒している。
18話の西島体制時は予報部富士山麓観測所へ異動。中央特快停車駅に出現したセントラル・ライン・テナー（ヘテロダインのコードネーム）に立ち向かうべく現場へ向かうも青木ヶ原で力尽きて遭難してしまう。

コミカライズ版では2018年のヘテロダイン襲撃でいぶきと同じく大切な人を失っており、ダイ・ガード建造を知って国防大へ進学したことを神村がいぶきに打ち明けている。
恋愛方面は疎いが、最終話エンディングで大山との仲をうかがわせるカットがある。ノベライズ2巻で彼女にプロポーズすべきかを城田に相談している。
桃井 いぶき（ももい いぶき）
声 - 平松晶子
ダイ・ガードでの索敵や現場でのデータ解析を担当する搭乗ナビゲーター。20歳。2018年のヘテロダイン襲来を当時住んでいた千葉で目の当たりにしている。複雑な家庭環境で育った過去からファーザー・コンプレックスとなり、ダイ・ガードに乗る動機へと繋がっているが、当人は自覚していない。6話で出会った女の子（声:田村ゆかり）と救出しようとヘテロダインの進路区域に立ち入った父親（声:小西克幸）を自分と実父に重ねる。百目鬼の忠告でダイ・ガードに乗り続ける理由を失いかけたが、義父の働く姿と説得から、再びダイ・ガードに乗る決意をする。髪色は実父譲りの桜桃色である。
少し怒りっぽく強気で男勝り。高校新卒入社で赤木・青山より1年先輩であり、2人を「君」付けで呼ぶ。赤木とは子供染みた口喧嘩を繰り広げることもあるなど他作品の恩田すみれと近似した性格。新年会ドラマCDでは彼との関係を入江から疑われて大山から嫉妬されているが、父親思いのせいか好意はきっぱり否定した。
西島体制時は本社総務部の受付嬢へ異動。
青山 圭一郎（あおやま けいいちろう）
声 - 三木眞一郎
ダイ・ガードの動力機関のコントロールを担当する搭乗エンジニア。25歳。北海道総合工業大学工学部卒業。クールな二枚目タイプで、スバル・インプレッサ似の青いスポーツセダンでマイカー通勤している。コミュニケーション能力に長けており、赤木や桃井の無茶な行動に肝を冷やし、過剰にダイ・ガードのブレーキを掛けてしまうこともしばしばある。プライベートを介入されることを嫌い、定時で退勤しているのは女の子と愛車でデートするためと入江たちに誤解されている。実際は病弱で入退院を繰り返す母親思いの性格で、ニューヨーク勤務の兄に代わり介護のために新卒時の内定を1年間留保させ赤木と同期入社になった。このことは採用した大杉らしか知らず、また動機が無いまま業務命令でダイ・ガードに携わっていたため、3話の段階で母親の面倒のために退職することを考えていた。しかし、物語中盤での事件を契機にダイ・ガードに乗る理由を手に入れてからは、勇敢にヘテロダインに立ち向かっていくようになる。1話で「雪かきの要領で」と赤木に指示するなど北海道での経験が反映されているが、19話で「雪が嫌いで逃げ出した」と発するなど出身地は不明。
西島体制時は埼玉・久喜ショッピングセンター家電売場の警備員へ異動。
新年会ドラマCDで中原に中学生時代に金田伊功の影響を受けアニメファンになったことを打ち明け、若干引かれている。喫煙者でもある。

### 広報2課のOL
大山 紀子（おおやま のりこ）
声 - 根谷美智子
28歳。広島県出身で常盤台のアパートで一人暮らし。
姉御肌な性格で、平時は赤木や青山にデスクワークを分担させている。課内のOLでは最年長の独身でいることを郷里の母親に心配され、勤め続ける意義を見失いかけていた。5話の時点で赤木に対して顔を赤らめ好意を寄せているが、年上であることを気にして自分から告白できずにいる。18話で遭難した赤木の無事を知った時は泣き崩れてしまった。広島市への原子爆弾投下がOE兵器と重なるという思いから11話で昏睡状態の赤木に代わりダイ・ガードに乗り込んで戦おうとするなど、桃井を除く広報2課のOLの中で平和に対する信念が一番強い。西島体制時は高知はりまや橋営業所へ異動。
酒癖は悪く、新年会ドラマCDでは怒ったり泣いたり絡んだりと大騒ぎをし、桃井とのデュエットで「年下の男の子」を歌ったりと、非常にノリノリな性格の一端を見せる。
ノベライズ版では赤木との関係が進展したらしく、赤木がプロポーズすべきか悩んでいるのを察し心待ちにしている。
入江 静香（いりえ しずか）
声 - 笠原留美
広報2課の女性陣で一番の長身。20歳。無口・無表情で何を考えているか判らないふうに見えるが、小声で突っ込みを入れるのが得意。登場するたびに性格が変わっているように見えるほどつかみどころのない性格をしている。女子社員の中で唯一、脇に大きくスリットの入ったロングスカートの制服を着るなど大人びた雰囲気を持っているが、実は課の中でいぶきと同じ最年少。西島体制時は大阪新世界営業所へ異動。
ラーメン好きらしく5話で怪獣「ブブカ」をシオシオノパーと物真似のうえ挙げているが、テレビ東京での本放送時は前の時間帯にバラサでブースカ!が放送されていた。
恋愛方面に興味を示す傾向にあり、青山と中原の関係を真っ先に疑ったり、新年会ドラマCDでは大山と赤木と桃井を三角関係に仕立て上げようとしている。23話で率先して撮影した広報ビデオには墨田と百目鬼のじゃれ合いぶりが残されていた。
谷川 風花（たにがわ ふうか）
声 - 田村ゆかり
ガングロギャルでキメている20歳。言動もその外見から想像し得る通りであるが、勤務態度は極めてまじめ。広報2課のムードメーカー的存在で噂話が大好き。しかし、彼女が秘書課友達から仕入れてくる社内のゴシップの真偽はいいところ半々である。私生活での彼女は非常に家庭的で家事が得意。納豆が非常に苦手である。13話で城田のことを「厚顔無恥」と発したことで入江から「世紀末娘」と言われてる。
伊集院が掛けるモーションに対しては非常にドライにあしらってはいるが、本心では満更でもない様子。西島体制時は入江と同じ職場へ異動。
中原 千秋（なかはら ちあき）
声 - 大野まりな
広報2課に所属。経理担当。小柄な眼鏡っ娘で少女と間違えられそうな風貌だが、実際は大山に次ぐ年長の25歳。青山に好意を抱いており、23話で青山から「守りたいもの」と言われたことで相思相愛状態が確定的となり、最終話の決戦後に接近した。西島体制時は大山と同じ職場へ異動。
後日談を描いた小説版では青山の母親の世話などをしており、事実上の夫婦状態にある。

### 広報2課男性課員
大杉 春男（おおすぎ はるお）
声 - 広瀬正志
広報2課課長。48歳。かつて安保軍の軍曹だったが21世紀警備保障設立時に転属。昼行灯な性格だが、対へテロダイン関連法の制定やダイ・ガードの21世紀警備保障への移管を大河内と共に推進した中心人物であり、裏で軍や会社上層部との駆け引きを演じている。ノベライズでは赤木や青山の採用面接に携わっている。
西山体制時は木更津へ異動。茶色い犬を飼っている。
横沢 晋也（よこざわ しんや）
声 - 小西克幸
広報2課課長補佐。30歳。新宿周辺のタワーマンションに妻子と住んでいる。1話Aパートで赤木・いぶきの次に登場。広報企画、ダイ・ガードの運用指揮、整備班との連携、トレーラーやアホウドリ(ダイ・ガード遠距離移動用輸送機)の操縦、避難所での炊き出しなど多岐にわたる業務に精通しており、大杉から一回り以上歳が離れているが右腕として厚い信頼を寄せられている。元は航空自衛隊空尉だったが大杉が強引に引き抜いた。最終話では城田と行動を共にする。実家は京都市山間部で妹の武子と父親の克哉が営む温泉旅館であり、17話の広報二課解散の送別旅行の行先となったが、至近の裏山に亡母に似た地形停滞型のヘテロダインが棲んでいた。普段は名字で呼ばれているが、この17話のみ赤木らから格下の「主任」と呼ばれていた。
一人娘の舞に対して子煩悩で、17話の送別旅行に同行させたり、24話で飛鳥山公園での写真を佐伯に見せて残業を拒んだり、東北にある妻の実家への疎開準備のために職場の仮眠室へ避難させるなど本編終盤に向けて公私混同ぶりがみられた。新年会ドラマCDでは家族の写真入り年賀状を出していることがいぶきから話題に上がる。赤木・青山らよりも相当早婚であり、新年会ドラマCDでは谷川に社内恋愛のアドバイスをしていた。
9話で入江ら課員が谷口と伊集院の密会現場へ赴くために輸送機に乗り込もうとしたことを見抜くなど相当な洞察力を有している。
ファットマンブラザーズ
人事異動で広報2課に所属している肥満体型の3人組のコミックリリーフ。同期入社の27歳でPRなど広報実務を担当。会社案内ドラマCDで赤木から「ファットマンブラザーズ」と言われている。西島体制時は揃って鹿児島営業所へ転勤。
石塚 智美（いしづか ともよし）
声 - 泉尚摯
3人のリーダ格。事務担当。年齢不相応な老け顔。
田口 友朗（たぐち ともろう）
声 - 肥後誠
広報企画制作担当。丸眼鏡と蝶ネクタイが特徴。赤木と同じくロボットアニメ好きが嵩じて入社したものの小心者で、ダイ・ガードのパイロットを志望しなかったことを少し後悔している。ダイ・ガードのプラモデルを机上に置いて時折触っている。
伊集院 博孝（いじゅういん ひろたか）
声 - 小西克幸
国内外の渉外担当。ルー語に酷似した英語を混ぜたしゃべり方をする。谷川に好意を抱いてパシリを引き受け、有給休暇で混浴の温泉旅行に誘うなどモーションを掛け続けている。新年会ドラマCDでは谷川に社内恋愛のアドバイスをした小西演ずる横沢に対し猛烈に嫉妬。会社案内ドラマCDでは糖尿病の気も自認するなか、ナンパ講座を伝授している。

### 他の21世紀警備保障関係者
百目鬼 里香（どめき りか）
声 - 新谷真弓
開発部第3総合研究室ダイ・ガード開発チーム主任研究員。12歳でケンブリッジ大学へ入学した17歳の天才。いわゆる眼鏡っ娘で絵にかいたようなグリグリ眼鏡を愛用しているが、実は眼鏡を外すと凄まじい美貌を誇る。ダイ・ガードの装備品やアホウドリなど輸送機械の開発を行う傍ら、桜田の著書を基にヘテロダインの撃退方法を発見し、ダイ・ガードの大幅なパワーアップに大きく貢献。IQの高さに反し外見や言動は子供っぽく、「博士って呼んで」が口癖。21話で興味本位で桜田の本性をいぶきに唆して傷つけてしまった。かなりの偏食。墨田を尻に敷いているが、広報ビデオの撮影で「スミィ」と堂々と墨田の腕に抱きつくスキンシップを披露しており、満更でもないようである。
墨田 洋介（すみた ようすけ）
声 - 結城比呂
企画開発部整備班班長。顔を知らない百目鬼が考案した装備品を毎度ダイ・ガードに装着させる影の功労者。切羽詰った状況下で作業を行わねばならないことも多く、重労働を強いられているが、常に整備班を率いてそれをやり遂げている。ロボット好きらしく思考回路が似た赤木とは非常に馬が合う。しかし、赤木の無茶な操縦でダイ・ガードが被害を受ける際には悲鳴をあげることも。クリスマスツリーの飾り付けなどの雑用もやっている。
眼鏡っ娘は嫌いだが、12話で眼鏡を外し美少女に見えた百目鬼に一目惚れした。その後は「里香ちゃん」と親しく呼ぶも彼女から尻に敷かれてこき使われることになる。携帯電話のストラップに通話音声で目が点滅するギミックを備えた百目鬼のマスコットを付けており、溺愛している様子。会社案内ドラマCDでは調子に乗って百目鬼から「この酢蛸」呼ばわりされている。
本編では眼鏡を後ろに着けているが、社員証(DVD9巻メニュー画面)の顔写真やコミカライズ版では眼鏡を正面に着用し研究者風の顔立ちである。
大河内 伝次郎（おおこうち でんじろう）
声 - 土師孝也
21世紀警備保障社長。12年前出現したヘテロダインに対し、安保軍少佐で現場指揮官であった彼が軍上層の命令でOE兵器を使用。その際に片眼に深傷を追い失明している。広報2課に理解のある社長として描写されているが、元軍人であるためか本来運用に膨大な手続きが必要なダイ・ガードの運用を大杉らに任せる、契約者のいない区域でも社会的正義を理由に現場の独断を許すなど、一企業人としては多少問題行為もある。一度西島によって社長の座を追われるが、復帰。新年会ドラマCDでは、宴会で酔った勢いで中原にセクハラと誤解されかねない発言をしたり、新年会・入社案内とも締めの挨拶で「ラブ&ピース」を声高く叫ぶなど、大胆な一面も見せている。兵庫県西宮市出身。
神村 恵（かみむら めぐみ）
声 - 鈴鹿千春
秘書課所属の社長秘書。赤木は父方の従弟にあたり、彼の経歴と能力を見越して21世紀警備保障への採用を大河内へ進言した。お堅そうに見えてお茶目で新年会ドラマCDではかなりの天然ボケぶりも見せる。赤木のことは「駿ちゃん」と呼ぶ。
西島（にしじま）
声 - 泉尚摯
21世紀警備保障専務。営業畑出身であり企業の収入を支えているのは営業であると豪語している。営業部門を率いているため発言力は高く、ダイ・ガードの行動一つにも彼の発言で制限がかかるほどであるが、ヘテロダインの脅威が自分自身に向かってくると一転して全面承認に回るなど保身第一主義。強引な経営やその過去を理由に大河内を降ろし新社長の座に就き、ダイ・ガード事業部を作るが成果は上がらず下がる一方で、会社に多大な損益を発生させたり政治家や宗教法人との癒着など様々な問題により解任され、その後、駐車係に降格されている。新年会ドラマCDでは、酔った勢いで、家族のために出世しようと仕事に没頭していた事や、結婚を間近に控えている娘がいて、その娘のためにも無職で結婚式に出席出来ないという理由から、駐車係に降格されながらも会社に留まらなければならない事を愚痴りながら告白するなど、家族思いな一面を見せている。
武藤（むとう）
声 - くじら
21世紀警備保障の重役の一人で、大河内と同年代の女性。経理畑出身としてダイ・ガードに関わる費用には懐疑的であり、経理部門を率いた大きな発言力をもつ。西島と結託し、大河内の社長解任および西島の新社長就任に動き実現させるが、西島体制に綻びが生じて立場が危うくなると早々に西島を見限り、社長解任と大河内の社長復帰に賛成している。新年会ドラマCDでは若い頃渋谷を闊歩していた（本人曰く「ブイブイ言わしていた」）ギャルだと谷川に自慢し、谷川のガングロギャルファッションを高く評価している。
山田（やまだ）
声 - 関智一
23話でダイ・ガードに憧れて2031年4月に21世紀警備保障へ入社した青年。本作と同じXEBEC制作のSFアニメ『機動戦艦ナデシコ』のダイゴウジ・ガイがゲスト出演という形のキャラクターである（ダイゴウジ・ガイの本名はヤマダ・ジロウ）。

### 国連安全保障軍
国際連合配下の組織で、多国籍の日本人が要職に就いている。
城田 志郎（しろた しろう）
声 - 小野健一
安保軍幕僚本部監査官・戦術顧問。4話より戦術アドバイザーとして21世紀警備保障に出向。31歳。理詰めで合理的な戦術をとるため、相対する信念を持つ赤木とは何度となく意見を衝突させた。そんな彼も、ストーリーの中盤からは赤木とは次第に心が通じ合い、息が合うようになっていくが、西島が敷いた新体制や佐伯の思惑により、自宅謹慎にまで追い込まれた。キャラクター像は室井慎次に近似している。
直立型重機のライセンスを持ち、7話や11話でダウンした赤木に代わりダイ・ガードのメインパイロットを務めたこともある。赤木が入院中の病院が襲撃された際はメンツにのみこだわる毒島を見限り、「大事な友人を守りたい」とダイ・ガードに乗り込んだ。良くも悪くも赤木とは衝突していたが、信頼しあう友人関係を築いている。
全くお堅い仕事人間のように思われがちであるが、7話で新橋駅前ビル地下街にある居酒屋に一度赤木を連れて行ったことがある。奨学金でロンドンの大学に留学したため社会人経験がなく、広報2課の仕事に不慣れそうに勤しんだが、生真面目で赤木より仕事の飲み込みが速い。ケーキの飾りつけが上手であったり、普段の私服は和装である、最終話で横沢と連携するなど意外な一面を有する。
新年会ドラマCDでは、佐伯と新年会の余興で「あずさ2号」をほとんど台詞読みのように真面目に歌ったり、二人でダイ・ガードの漫才に挑戦しようとするもネタ合わせの最中に赤木に先に披露されてしまう。
後日談を描いたノベライズ2巻で赤木から大山へプロポーズすべきか相談を受けており、二人が幸せになることを心から祝福している。
飯塚（いいづか）
声 - 佐藤正治
コクボウガーのメインパイロット。国際防衛大でロボット操縦を教えていたが、急遽コクボウガーの建造が決まり教え子とともにパイロットとなった。操縦技術は教えるだけあり正確で、ダイ・ガードとの競技では赤木を圧倒した。
国防大での赤木の元恩師であり、彼を赤点と呼ぶ。
赤木に対して組織の人間、社会人としての在り方を手厳しく説いているが、海に落ちたダイ・ガードを助けたり、毒島の失策によりヘテロダインにコクボウガーごと吸収される際に命令に背き教え子たちを逃がすという面も持ち合わせた人物。教え子たちを逃がした後、一人コックピットで残されたとき、「こんな時、あいつがいてくれたらな。赤点…」と呟くなど、赤木のことは高く評価していると見える。
佐伯 徹（さえき とおる）
声 - 柏倉つとむ
15話で安保軍から派遣された城田の後輩の戦術アドバイザー補佐（安保軍戦術顧問）。少年のような童顔で谷川や入江にタイプとしてマークされている。
城田を慕っており、赤木たちの影響を受けた城田を「あなたは変わった」と拒絶する。作戦をデータや理論で判断する頭でっかちなところがあり、それに従わない赤木たちとはしばしば衝突していた。しかし、作戦を共にするうちに自身も城田のように少しずつ変わっていき、終盤には作戦の成否を広報2課に託し「彼らを信じましょう」と笑顔で言うまでになる。
新年会ドラマCDでは城田のモノマネで「赤木のことが好きなのだ」と発して城田を動揺させるなど、城田のよき理解者である。
牧瀬（まきせ）
声 - 遊佐浩二
軍で正規の訓練を受けたパイロット。西島体制時に設置されたダイ・ガード事業部に移籍、ダイ・ガードのメインパイロットを務めた。クールな自信家ではあるが、実際はマニュアルやシミュレーションにない事態にはほとんど対応できない。ヘテロダインを倒す為には手段を選ばない節があり、ドリルアームの電磁場でヘテロダインが活性化するのを悪用し、長い間休眠状態だったヘテロダインを無理矢理再活動させて倒そうとした。小説版では若干成長した姿が見られる。
松任谷（まつとうや）
声 - 上田祐司
軍で正規の訓練を受けたパイロット。ダイ・ガード事業部に移籍後ダイ・ガードの搭乗オペレーターを務めた。眼鏡をかけた知的なタイプだが、やはり徹底したマニュアル志向の性格。西島体制崩壊後、広報2課が復活し赤木達がパイロットに復帰した後も、いぶきがスランプの時に代打で搭乗させされたことがある。
柘植（つげ）
声 - 千葉進歩
軍で正規の訓練を受けたパイロット。ダイ・ガード事業部に移籍後ダイ・ガードの搭乗エンジニアを務めた。強気な性格で口調が荒いが、他の二人と同様マニュアルとシミュレーションにない事態には滅法弱い。喫煙家。
なお、西島体制崩壊後も牧瀬・松任谷・柘植の3人は21世紀警備保障に残り、広報2課でダイ・ガード運用の後方支援をしているようである。
毒島（ぶすじま）
声 - 岸野一彦
安保軍所属の少佐。極めて野心、功名心が高い人物で、度々ヘテロダインを自分の手で撃破して自分の手柄にしようとしているが、結果的には失敗に終わってしまう。
最終的には失敗が重なり、功を焦った結果自分の失敗でヘテロダインの生息範囲を拡大させてしまい、窮地に追い込まれる。責任を半ば取らされるような形でOE兵器の使用を提案、最終的にOE兵器の使用には躊躇いを見せながらも使用を決断するが、最終的には佐伯に止められることで使用を思いとどまる。
彼だけが特別野心的にヘテロダイン撃破を望んでいたわけではなく、安保軍内に自分たち軍人が対処できず、民間人である21世紀警備保障に頼らざるを得ない状況を快く思わない風潮が流れていたのも事実として存在する。
後日談を描いた小説版では21世紀警備保障との関係は改善しており赤木たちとも親しい関係となっている。
仁科（にしな）
声 - 佐藤正治
国連安全保障軍極東司令部幕僚本部大佐。
大河内とは旧知の仲であり、安保軍では数少ない21世紀警備保障の理解者。同僚からは「ダイ・ガードびいき」と煙たがられている。

### 自衛隊
石原（いしはら）
声 - 坂口候一
19-20話に登場。航空自衛隊北部方面隊第二航空団に所属。北海道上空でヘテロダインと誤認した他国の哨戒機にロックオンしたことで法改正が宙に浮き、自衛隊がヘテロダインと戦えない状況に陥らせた。さっぽろ雪まつりで出張中の赤木らと出会い、赤木と晩酌を交わした隙を見て社員証とガードファイターを奪いヘテロダインへの特攻に動くが失敗。皆を守るための手段として戦う赤木を見て、戦闘による勝利を最優先し囚われ国民を守ることを二の次にしてしまっていた愚かさを自覚。妄執から解放された後、謹慎が解けたことで自衛隊に復帰。
的矢（まとや）
声 - 池水通洋
航空自衛隊北部方面隊第二航空団司令で法に従い自衛隊の武器使用を禁じていたが、改正界震災害法の発令によって安保軍の指揮下に入り、ヘテロダイン撃破に力を貸した。

### その他
桜田 栄二郎（さくらだ えいじろう）
声 - 井上倫宏
桃井いぶきの実父。界震研究の第一人者で「時空共震 研究序説」を刊行。ヘテロダインの発生原因である界震現象が懐疑的とされていたなか、2018年2月に乗り込んだ犬吠埼沖の調査船上でヘテロダインを視認し自説が証明されるも、直後に襲撃され行方不明(死亡扱い)となってしまう。
いぶきは人々のために研究をしていたと自らに思い込ませていたが、自分の探究心を優先し家庭を顧みない研究者然とした人となりであった様子。調査船の記録映像には研究が証明され子供のようにはしゃぐ様が残されていた。
界震のエネルギー単位、ブレスはいぶき(息吹)から付けられた。
桃井
声 - 渡部猛
いぶきの義父。外科医で青山の母や赤木の入院先である病院長。学長選挙の候補になるなど高い地位にいるが、災害時には着の身着のまま救護所に駆けつけ手当をする。いぶきを実の娘のように心配している。
いぶきの母
声 - 速見圭
桜田の死後、桃井と再婚した。いぶきを心配し、栄二郎の死がいぶきをダイ･ガードの搭乗へ縛っているのではないかと思っている。
青山の母
声 - 小宮和枝
恰幅のある大らかな肝っ玉母ちゃん。働きに出ているが、体調が芳しくなく入退院を繰り返している。
横沢 舞
声 - 田村ゆかり
晋也の一人娘。小学生。父親の晋也を慕っており、仕事の忙しい晋也の健康管理を考えてお弁当を作る程。虚弱体質らしく23話で晋也におんぶされて古びた診療所で治療を受けている。
上川(かみかわ）
声 - 小西克幸
桃井医師の後輩の外科医。4話・21話・23話に登場。桃井を尊敬しており、23話ではいぶきに桃井の物真似を披露する。
女性リポーター
声 - 鈴鹿千春
男性リポーター
声 - 小西克幸、結城比呂

## 登場メカ
ダイ・ガード
国連安全保障軍（通称・安保軍）が開発し、安保軍が出資する21世紀警備保障株式会社が運用する対巨大災厄ヘテロダイン用ロボット。正式名称は乙型直立型特殊車両。全高25.0m、重量156.0t。機体各部に内蔵された電池で動いている。モーターは電圧で動く高効率モーターを使用しており、昇圧装置も搭載している。コックピットは3個あり、上から胸部・腹部・腰部に設置されている。コックピット機能の起動にはそれぞれのコックピットで社員証をカードリーダーに通す必要がある（全員がカードキーを通さなくてもダイ・ガードの稼動自体は可能）。元々が3人で動かす事を前提としている為、3人以下でも動くことは動くが一人当たりの役割が増すため、一人でも欠けると極端に運動性能が落ちるなどの欠点を持つ。通常1回の出撃で赤木の給料の3か月分ぐらいの費用が掛るらしい。出撃時の建物や自動車などの損壊は損害保険と21世紀警備保障が補償することになり、その事故証明書などの資料作成も広報二課の業務となっている。
運用の際には腕部、胴体、脚部に分解して搬送し、現地で後述の専用トレーラーで専用ハンガーを組み上げて各部パーツを組み立てねばならず、しかもある程度の広さの敷地と水平に近い地盤がないと組み立てられないなど運用には支障を来たしていたが、12話より簡易分離・合体方式への改造を経た上で自力行動ができるガードファイター（腕部、頭部）、ガードストライカー（胴体）、ガードビークル（脚部）の3機に分離・合体することが可能となる。ガードファイターのみ飛行が可能（ただしあくまで合体の補助機能に過ぎないため長時間の飛行はできない）。
運用当初は武装も全く無く、肉弾戦が主体であった（第3話で使用したロケットパンチは、正確には武装ではなく赤木の思いつき）。しかし、ダイ・ガードがヘテロダインという自然災害に対して非常に有効である事実（ヘテロダインの電磁波志向性特性のため、ヘテロダインをダイ・ガードに引き寄せることが可能など）が明らかになるにつれ、装甲や構造材の強化、武装や新機能の追加が図られるようになる。主な武器はドリルアーム（ブースター付き。回転振動による反動が強すぎて扱いにくい）、フィンガーネットアーム（指を発射し付けられているネットで目標を捕獲する）、ノットバスター（炸薬式杭打ち機）、ノットパニッシャー（両腕装備リニア式杭打ち機）、グレートノットパニッシャー（ノットパニッシャーにマニピュレーターを追加）など。小説では、これにアサルト・ノットパニッシャー（リニア部を伸縮式にして加速距離が増加）が加わる。
デザイン的には、鉄人28号から連なる純粋な日本のスーパーロボット的なデザインであるにもかかわらず、登場当初はトタン板より多少はマシな程度の装甲、火器、内蔵武器なしと言うまさに「ハリボテ」状態であった。これは、対ヘテロダイン用に開発されたダイ・ガードが、対ヘテロダイン関連法の制定により、21世紀警備保障に移管されたあと、ヘテロダインが出現しない12年の間に「無用の長物」と化し、管理も広報2課が広報活動として行うようになったため。再出現までの間、主な業務は、ショーの見世物としての展示だった。更に、民間に移管される際、民間企業と言う事で一切の火器を装備する事が出来ない。唯一の例外がノットバスターで、これはそもそも開発主任の「百目鬼 里香」がそう言った契約や条件を知らずに勝手に製造を依頼していた為、炸薬式となっていた。
本作のCM後に挿入されるアイキャッチでは上半身の内部構造を見ることができる。25話までは初期状態と思われるスカスカな貧弱な内部構造であるが、最終話のみ、強化され装甲内部にしっかりと押込められた内部構造になっている。
小説版では途中退場し役目をダイガード二世に譲るほか、コミック版では世界各国で建造されたダイ・ガードが登場している。
コクボウガー
安保軍が運用する、もう一機の対巨大災厄ヘテロダイン用ロボット。正式名称は乙型直立型特殊車両改。外見はダイ・ガードに似ているが、質実剛健な軍隊らしく、カラーリングはオリーブドラブ一色である。
安保軍に保管されていたダイ・ガードの試作フレームに城田が目をつけ、艤装を施して完成した。そして、「災害からの国防」という公共性の高い作業を民間企業に任せることを快く思わない安保軍内部勢力の圧力によって配備された。コックピットの位置や必要要員数はダイ・ガードとフレームが同型の為、同じである。
その構造から、ダイ・ガードと同じ武装を使用することができるのが大きな特徴で、登場時は武器はノットバスターだけだったが、最終決戦時には頭部バルカン、リボルバーアームなどが追加されていた。そして軍が保有するため、ダイ・ガードと違って火器が豊富なのが特徴（ノットバスターも炸薬カートリッジ式に改造されている）。物語中盤では、契約不備を利用して21世紀警備保障から接収したノットバスターで、見事にヘテロダインを消滅させることに成功している。元々が試作フレームであるためか換装機構以上の分離機能は付いていない模様。そのため、分離しなくてもコクボウガー（もちろんダイ・ガードも同様）を運搬できる大型輸送機と空挺降下用パラシュートのオプションが配備されている。
一度はヘテロダインに取り込まれてしまうが、ダイ・ガードの新装備であるノットパニッシャーにより、取り込んだヘテロダインを撃破されて無事に救助される。その後は修復・改修作業を経て復活。最終戦では城田の独断によりダイ・ガードと共闘した。終盤では二号機の建造も示唆されており、改修が遅れた理由は二号機との部品共通化などが行われていたことによるものである。
アセンブリ・トレーラー
ダイ・ガードを輸送するトレーラー。ダイ・ガードを各部パーツごとに搭載し、ハンガー用のトレーラーを展開して現地で組み立てることができる。ハンガーとなる車両2輌、胴体を輸送する車両1輌、両腕・両脚を輸送する車両4輌の計7輌がセットで運用される。ハンガーはワイヤーが備え付けられており、トレーラーから直接引っ張り上げて組み上げる。パイロットの搭乗のためにエレベーターも備えられている。ダイ・ガードが分離・合体機構を搭載してからも、新パーツの輸送、バッテリーの充電など、活躍は多岐にわたった。
また、アセンブリ・トレーラー1輌やノットバスターなどを輸送できる専用のヘリコプターも存在する。
ダイ・ガード輸送機 アホウドリ
ダイ・ガードを輸送できる搭載能力を持つVTOL航空機。同型機が4機存在し、分離（初期は腕部、胴体、脚部）したダイ・ガードをアセンブリ・トレーラーごと輸送できる。ダイ・ガードと共に広報2課が保有。横沢と整備班が操縦を担当しており、ノベライズ2巻によると赤木もライセンスは所持している。
当初から平時でも遠方でのダイ・ガードの展開に使用されていたほか、その搭載能力を駆使して救護活動にも使用されることがある。しかし後半ではダイ・ガードが分離合体・自走機構を搭載してしまったため活躍の場が減り、整備班パイロットがリストラを恐れるシーンもあった。
コクボウガー輸送機
安保軍が用いる全翼型輸送機。アホウドリとはまったく別の機体であり、分離できないコクボウガーをそのままの形で輸送することが可能である。劇中には2機が登場した。
機体下部に搭載し、飛行したままでの降下が可能であり、組み立てる必要のあった当初のダイ・ガードよりも作戦展開までのスピードが大幅に速かった。
コクボウガーと共通のフレームを持つダイ・ガードの搭載も可能であり、終盤の対超巨大ヘテロダイン戦の降下作戦で使用された。
VTOL
安保軍のVTOL攻撃機。現実の攻撃ヘリコプターに近い性格を持つ機体で、AH-1の物に似た胴体に、翼端にティルトジェットを有する主翼がついたような形状をしている。
武装として機首のガトリング砲の他、主翼下部のパイロンにロケット弾ポッドかミサイルランチャーを装備する事が可能。ヘテロダインへの攻撃に用いられているが、有効な戦力とは言いがたい。
また、機首にレドームを持つ早期警戒管制機型も登場しており、こちらは主に電磁波によるヘテロダイン誘導に用いられている。
コクボウファイター、コクボウビークル
ノベライズ2巻に登場。テレビシリーズ以後耐用年数を越えて引退したダイガード一世に代わって運用されているコクボウガーをフォローするために配備された新兵器。
実態は既存のVTOL機やミサイル車両にパニッシャーロッド射出機を搭載しただけだが、界震の発生予測が進歩した事でフラクタルノットが発生した時点で対処できるようになり実用化された。人型であるダイ・ガードと比べると簡易であり費用も抑える事は可能ではあるがヘテロダインの発生条件等は毎回異なる為に即時対応が出来ない。特撮の怪獣映画等でいう所の前座。

## ヘテロダイン
強力な電磁波によって発生する自然現象「界震」により発生する災害（正確には生物のように振舞う物体）の総称。いわば「怪獣」とでも呼称するような、奇怪な外見と巨体を持った存在だが、明確な意思や知能、目的を持ったものは極めて少ない。また、触手状の部位を持つ個体が多いという特徴もある。
ダイ・ガードの敵ではあるが、その実彼らは作品内において、常に「自然災害」に近い描写をされており、いわば台風や地震のようなものとされている。また、界震の度合いも、「ブレス」「ヘクトブレス」と言った低気圧におけるパスカルに準ずる単位で表されている。
ヘテロダインは一種の量子力学的な存在で、界震によって三次元世界と共振した並行異世界（複素数次元）から流入したエネルギーが、フラクタルノットを核として生物のようなふるまいを見せている状態の事を言う。界震は地震等によって発生する膨大なエネルギーの放射や放電等によって引き起こされる場合が多いので、必然的に地震の多い日本でのヘテロダインの発生が顕著ではあるが、世界全体的に発生例が確認されている模様（漫画版ではダイ･ガードの各国仕様がある位には発生している）。
電磁波や磁場に対する指向性が強いらしく、それらが豊富な人間の経済活動拠点に向けて進行する癖を持っている。劇中ではそれを利用してある程度の進路誘導が可能なことが証明されている。その指向性から人類の文明圏に向けて侵攻するため、人類の手によって排除されるが、時には無害なものも存在する（結果的に生体が人類の害になっているか、存在が邪魔になっているだけで、「攻撃」を行う個体は極めて少なく、それも自衛目的である）。中にはそのまま放置されたものや、人類の攻撃により被害が拡大してしまったものもある。
たった1個の核からなる多積層型構造体でもあり、核に対する直接攻撃以外の大半は無効に近い。劇中の12年前では核兵器にも似た破壊力を持つOE兵器の使用により辛うじて倒すことに成功している。ただし、小説版によれば、そのOE兵器ですら外殻を破壊したのみで、消滅させるには至らなかったらしい。
核であるフラクタルノットが地球上の成分を取り込み巨大化する性質を持っている。構成は界震が発生した地点に存在したものが大半である。成分によって対処することができ、界震値の減少といった形で沈静化することも可能である。ただし、通常兵器による攻撃では概ね活動が活性化してしまっている。
フラクタルノット
界震によって形成される、ヘテロダインに等しく存在する六角形の核。最初に形成されたフラクタルノット「オリジナルノット」を破壊されたヘテロダインはその形を維持できず雲散霧消する。これを破壊しない限りヘテロダインを倒すことはできないほか、下手にこれ以外の部位を攻撃してもダメージを与えられない所か活動を活発化させてしまう恐れがある。また、中には擬似核を持つヘテロダインもいる。
ヘテロダインはオリジナルノットを元に地球上の成分を取り込み、フラクタルを複製していくことによって巨大化する。よってその複製パターンを追っていくことによりオリジナルノットの位置を特定する事が劇中では可能となった。但し複製パターンによってヘテロダインの形が決定する訳ではなく、同じ外見でも複製パターンの異なる別個体が存在し得る。
当初はフラクタルノットの存在は人類に知られておらず、ヘテロダインを撃破していたのは攻撃が偶然オリジナルノットを破壊していたに過ぎなかった。百目鬼の研究により存在が発見され、その後はオリジナルノットを捜索・確定し、オリジナルノットを狙って破壊するという戦法が取られるようになった。このため、専用のくい打ち機であるノットバスターやノットパニッシャーが開発されている。
ブラック・ダイガード
最終話において登場した、高度5,000mに浮かぶ巨大ヘテロダインのフラクタルノットを守護するように存在したもの。上半身はダイ・ガードに酷似しており、下半身が蛇のように長く伸びてヘテロダインに繋がっている。ブラック・ダイガードは通称であり、作中では黒いダイ・ガードなどと呼称されていた（なお、実際は紫色を基調とした配色である）。
ダイ・ガードと同等のパワーと同等以上のスピード、そして「本体直結」ならではの無限のエネルギーと「生命力」を持ち、腕部をドリルアームやトゲ付き棍棒のように変化させることができる。フラクタルノットまでの戦闘でダメージを受けていたダイ・ガード、コクボウガーを苦しめた。
ダイ・ガードのパラシュートを被せて動きを封じられた所にグレート・ノットパニッシャーを撃ち込まれ行動停止。しかしヘテロダインの一器官でしかないため直ぐに再活動を開始するが、本体である巨大ヘテロダインのフラクタルノットを撃ち抜かれたことで完全に停止、崩壊した。
ブラック・ダイガードという名前は、赤木がいぶきをからかった一人芝居の中にも登場している。また、コクボウガーの完成記念式典でも取材記者がコクボウガーを見て言っている。

## その他登場兵器
OE兵器
本作中で登場する戦略兵器。Over Explosionの略。核兵器に近い扱いをされており、強力な威力を誇るが使用すれば一帯を長期間汚染地域に変えてしまう。
12年前のヘテロダインへの唯一の対抗策として使用され、甚大な被害をもたらした。
最終戦において、増大し続ける超巨大ヘテロダインへの対抗手段として、使用準備が行われた。この際、専用の潜水艦に装備されている様子が確認できる。
振動地雷
安保軍が保有する兵器。超振動で物体に干渉し、一定範囲を崩壊、大地であれば液状化することができる特殊な大型地雷。敷設には専用の車両が使用される。
ヘテロダインへの有用な対抗策が見つからない時期には手に持つなどしてダイ・ガードも使用したほか、度々ヘテロダインの足止めに使用されるなど、物語全編を通じて影で活躍していた。遠隔操作での振動方向の転換、修正が可能。アニメ最終話において、戦闘時に脱出用のパラシュートを使ってしまったために高度5000メートルから落下するダイガードを救うために、落下地点の地面を液状化させるためにも活躍する等、全編を通じて活躍した兵器であると言える。スーパーロボット大戦Zにおいて同作品が参戦した際には、ダイガードの使用武器の一つとして登場している。

## スタッフ
- 原作・アニメーション制作 - XEBEC
- 企画 - 佐々木史朗（ビクターエンタテインメント）、佐藤徹（XEBEC）
- 監督 - 水島精二
- シリーズ構成 - 志茂文彦
- SFコンセプト - きむらひでふみ
- キャラクター原案 - 菅野博之
- アニメーションキャラクターデザイン - 石原満
- サブキャラクターデザイン - 富岡隆司
- ロボデザイン - 大塚健
- プロップデザイン - 山岡信一
- メカ設定 - 高倉武史、島村英康
- 総作画監督 - 石原満、富岡隆司、斉藤英子、大塚健、宇野真
- 美術監督 - 高山八大
- 色彩設定 - 関本美津子
- 撮影監督 - 広瀬勝利
- 編集 - 岡田輝満
- 音響監督 - 三間雅文
- 録音スタジオ - アオイスタジオ
- 音楽 - 田中公平、川井憲次[7]
- プロデューサー - 岩田牧子、横山真二郎
- アニメーションプロデューサー - 千野孝敏
- 製作 - テレビ東京、創通映像、ビクターエンタテインメント

## 主題歌
オープニングテーマ
「路地裏の宇宙少年」（2話 - 25話）
作詞・作曲 - 川畑アキラ / 歌・編曲 - ザ・コブラツイスターズ
水島監督がオファーし、本作の世界観を川畑に提示して製作された。
エンディングテーマ
「走れ走れ」（1話 - 24話）
歌・作詞・作曲 - 遠藤響子 / 編曲 - 菅野よう子
オリジナル（ピアノ伴奏）は1999年1月発売の「ホッチキス」に収録。同曲を聞いた水島監督が偶然にも作品とマッチした歌詞であったことから起用された。
ダイ・ガード版が「ゴールデン☆ベスト 輝きたいの Victor Years 1981-1985 (+'99)」、オリジナル版が「ワイルドフラワー Best of Pure Mode Years 1999-2018」に収録されている。
「路地裏の宇宙少年（アルバム・バージョン）」（25話）
作詞・作曲 - 川畑アキラ / 編曲・歌 - ザ・コブラツイスターズ
25話エンディングのみ全編トランペット伴奏が合わさる『コブラツイスターズ』収録音源が使用された。
挿入歌
「星の木馬」（6話）
作詞 - 一倉宏 / 作編曲 - 菅野よう子 / 歌 - 新居昭乃
「この街」（25話）
作詞 - 谷亜ヒロコ / 作曲 - 中村裕介 / 編曲 - 飯塚昌明 / 歌 - 広報2課オールスターズ

## 各話リスト
| 話 | 放送日         | サブタイトル                      | 脚本                    | 絵コンテ                     | 演出         | 作画監督 |
| -- | -------------- | --------------------------------- | ----------------------- | ---------------------------- | ------------ | --- |
| 1  | 1999年 10月5日 | 海から来た災厄                    | 志茂文彦                | 水島精二                     | 水島精二     | 石原満、大塚健 |
| 2  | 10月12日       | 夜のお台場大攻防戦                | 志茂文彦                | 木村真一郎                   | 木村真一郎   | 富岡隆司、大塚健 |
| 3  | 10月19日       | ヒーローの事情                    | 石川学                  | 今石洋之                     | 鈴木幸雄     | 宍倉悠太、岸本誠司 |
| 4  | 10月26日       | ヒロインのゆううつ                | 北嶋博明                | 岩崎良明                     | 岩崎良明     | 河野利幸 |
| 5  | 11月2日        | 夕陽に向かって走れない            | 稲荷昭彦                | うえだしげる                 | うえだしげる | 千葉道徳 |
| 6  | 11月9日        | 思い出は教えてくれた              | 岡崎純子                | 木村真一郎                   | 鈴木幸雄     | 宇原英司 |
| 7  | 11月16日       | ファイヤー&アイス                 | 小出克彦                | 佐伯昭志                     | 須藤隆       | 高見明男、宇野真 |
| 8  | 11月23日       | 奇妙な一日                        | 石川学                  | 五月女有作 水島精二          | 五月女有作   | 佐々木敏子 小林多加志 |
| 9  | 11月30日       | 炸裂! ノットバスター!!            | 堺三保                  | 岩崎良明                     | 岩崎良明     | 植田実 |
| 10 | 12月7日        | 正義に見合う給料                  | 葉月九ロウ              | 高山秀樹                     | 吉川浩司     | 梶浦紳一郎、平山英嗣 |
| 11 | 12月14日       | 不在証明 二大ヘテロダイン東京襲撃 | 葉月九ロウ              | 鈴木利正                     | 鈴木利正     | 斉藤英子、伊藤良明 |
| 12 | 12月21日       | 夜の新宿大決戦                    | 石川学                  | 木村真一郎                   | 木村真一郎   | 石原満、大塚健 |
| 13 | 12月28日       | 許される者 許されざる者           | 小出克彦                | 水島精二                     | 西山明樹彦   | 敷島博英 |
| 14 | 2000年 1月4日  | 大杉レポート                      | 志茂文彦 きむらひでふみ | 水島精二                     | 水島精二     | 石原満、大塚健、富岡隆司 斉藤英子、宇野真、宇原英司 高見明男、河野利幸、千葉道徳 佐々木敏子、植田実、小林多加志 伊藤良明、宍倉悠太、平山英嗣 敷島博英、梶浦紳一郎 |
| 15 | 1月11日        | ぼくらはみんな生きている          | 稲荷昭彦                | 岩崎良明                     | 須藤隆       | 河野利幸 |
| 16 | 1月18日        | いつも心に太陽を                  | 稲荷昭彦                | 星合貴彦 水島精二 木村真一郎 | 木村真一郎   | 前田明寿 |
| 17 | 1月25日        | 夢見るようにねむりたい            | 葉月九ロウ              | 岩崎良明                     | 杉谷光一     | 植田実 |
| 18 | 2月1日         | 明日に向かって走れ                | 北嶋博明                | 中津環                       | 藤本ジ朗     | 石井和彦 |
| 19 | 2月8日         | 白の契約                          | 葉月九ロウ              | うえだしげる                 | うえだしげる | 千葉道徳、松田剛吏 |
| 20 | 2月15日        | 青の約束                          | 葉月九ロウ              | 中津環                       | 中津環       | 前田明寿 |
| 21 | 2月22日        | 偽りの記憶                        | 稲荷昭彦                | 木村真一郎                   | 則座誠       | 河野利幸、松田剛吏 |
| 22 | 2月29日        | 私が私であるために                | 小出克彦                | 伊東伸高                     | 須藤隆       | 伊東伸高 |
| 23 | 3月7日         | 守りたいもの、なんですか?         | 石川学                  | 佐藤竜雄                     | 杉谷光一     | 植田実 |
| 24 | 3月14日        | 空を覆うもの                      | 稲荷昭彦                | うえだしげる                 | うえだしげる | 河野利幸、松田剛吏 |
| 25 | 3月21日        | 重なりゆく思い                    | 志茂文彦                | 木村真一郎                   | 木村真一郎   | 千葉道徳、前田明寿 |
| 26 | 3月28日        | 明日への凱歌                      | 志茂文彦                | 水島精二                     | 水島精二     | 石原満、大塚健 斉藤英子、富岡隆司 |

## ドラマCD
実録！(株)21世紀警備保障　新年度大宴会
2000年4月5日に発売されたオリジナルCDドラマ。収録時間は61分。最終話後、新本社ビル棟上げ間近に開催された21世紀警備保障の2032年新年会が前世紀のカラオケによる余興を含め実録されている。コメディタッチで物語が進行し、本編では見せなかった登場人物たちの意外な素顔などが描かれている。
21世紀警備保障入社案内
2000年2月から2001年1月にかけてビクターエンターテインメントから発売されたセルビデオ・DVD全13巻に添付された応募券を全巻分集めて2001年2月末日までに応募することで贈呈された非売品扱いのCD EXTRAによるドラマCD。ジャケットデザインは23話の社員募集ポスターと同一である。収録時間は38分。
オーディオトラックには21世紀警備保障2032年度内定者向けに赤木・大山・青山・中原・入江・墨田・百目鬼らによる本社屋内の設備や会社の成り立ちの説明、谷川・桃井・城田・佐伯・横沢らダイ・ガード関係社員のインタビュー、ファットマンブラザーズによる第一印象講座で構成されている。
CD-EXTRA部分には入江のナレーション付きのオープニングのアイキャッチ部分が収録されている。

## ゲームへの登場
- 販売 バンダイナムコエンターテインメント 開発 B.B.スタジオ

第2次スーパーロボット大戦Z 破界篇 （PlayStation Portable） - 2011年4月14日発売
第2次スーパーロボット大戦Z 再世篇 （PlayStation Portable） - 2012年4月5日発売
第3次スーパーロボット大戦Z 時獄篇 （PlayStation 3/PlayStation Vita） - 2014年4月10日発売
第3次スーパーロボット大戦Z 天獄篇 （PlayStation 3/PlayStation Vita） - 2015年4月2日発売